# Marquette, Kansas
Marquette är en ort i McPherson County i Kansas. Vid 2010 års folkräkning hade Marquette 641 invånare.